# La Bonneville-sur-Iton
La Bonneville-sur-Iton település Franciaországban, Eure megyében. Lakosainak száma 2045 fő (2022. január 1.). La Bonneville-sur-Iton Aulnay-sur-Iton, Caugé, Ferrières-Haut-Clocher, Glisolles, Saint-Sébastien-de-Morsent és Les Ventes községekkel határos.

## Népesség
A település népességének változása:
| Lakosok száma | 1120 | 1485 | 2061 | 2289 | 2255 | 2234 | 2131 | 2075 | 2047 | 2045 |
|               | 1968 | 1982 | 1990 | 2006 | 2013 | 2015 | 2017 | 2019 | 2020 | 2022 |